# France 2
France 2 er en offentlig tv-station, der startede programvirksomhed i 1963 under navnet Antenne 2. I dag er det den anden mest sete kanal i Frankrig[kilde mangler].

## Programmer

### Serier
- Boulevard du Palais
- Chez Maupassant
- Cœur Océan
- Fais pas ci, fais pas ça
- Foudre
- P.J.
- Amour, gloire et beauté (Glamour)
- Castle
- Cold Case : Affaires classées
- FBI : Portés disparus
- The Closer
- Newport beach (Orange County)
- Private Practice

### Nyhedsudsendelser
- Journaux de 6h30, 7h, 7h30, 8h et 8h55
- Journal de 13h
- Journal de 20h
- Journal de la nuit